# Das unterbrochene Opferfest
Das unterbrochene Opferfest (svensk titel: Den avbrutna offerfesten) är en tysk opera i tre akter med text av Franz Xaver Huber och musik av Peter von Winter. Operan framfördes första gången i Sverige år 1812.

## Historia
Das unterbrochene Opferfest är en tysk opera med text av Franz Xaver Huber och musik av Peter von Winter.

### Sverige
Operan uppfördes 4 gånger mellan 16 och 27 november 1812 på Gustavianska operahuset. Texten imiterades till svenska av Axel Bergh Zachrisson. Dansdivertissement gjordes av Louis Deland. I en omarbetad översättning framfördes den 6 gånger: 15 och 17 oktober 1817 samt 4 och 11 mars 1835. Den omarbetade versionen gjorde av Carl Gustaf Nordforss.

## Roller
| Roller        | Stämma | Premiärbesättningen på Gustavianska operahuset den 16 november 1812 (Dirigent: - ) |
| ------------- | ------ | ---------------------------------------------------------------------------------- |
| Huayana-Kapak |        | Fredrik Kinmansson                                                                 |
| Rolla         |        | Johan Gustaf Lindman                                                               |
| Elma          |        | Elise Frösslind                                                                    |
| Murney        |        | Carl Gustaf Lindström                                                              |
| Elvira        |        | Jeanette Wässelius                                                                 |
| Mafferu       |        | Johan Erik Brooman                                                                 |
| Villak-Umu    |        | Carl August Stieler                                                                |
| Garba         |        | G. Åman                                                                            |
| Guliru        |        | Justina Casagli                                                                    |
| Amasili       |        | C. Wikström                                                                        |
| Siva          |        | S. Thunberg                                                                        |
| Pedrillo      |        | Louis Deland                                                                       |